# Hoši Sato
Hoši Sato (v anglickém originále Hoshi Sato) je fiktivní postava v televizním sci-fi seriálu Star Trek: Enterprise.
Praporčík Hoši Sato byla významnou lingvistkou a důstojníkem Hvězdné flotily. Sloužila jako komunikační důstojník na hvězdné lodi Enterprise NX-01 pod velením kapitána Jonathana Archera. Je autorkou univerzální jazykové matice později využívané v univerzálním překladači.
Hoši Sato má obrovské nadání pro jazyky, jejichž učením strávila značnou část dětství. Její matka chtěla, aby se stala pianistkou.
V roce 2151 si ji Archer vybral jako člena posádky Enterprise. Do té doby učila jazyky v Brazílii. Byla první člověk, který se naučil klingonsky. Měla problémy s letem ve warpu, klaustrofobii a když na Axanarské lodi uviděla mrtvá těla, málem se zhroutila. Tyto potíže však překonala a služby ve Hvězdné flotile zanechala až někdy v 60. letech 22. století. Nejspíše to bylo roku 2161 po vzniku flotily. V posledním díle se zmiňuje o Brazílii ve které nejspíš učila i po službě ve flotile.